# Fêtes maritimes en baie de Morlaix
Entre Terre et Mer ou Fêtes maritimes en baie de Morlaix est une manifestation maritime et terrestre se déroulant en Baie de Morlaix, de Morlaix à Roscoff. C'est une grande fête gratuite, ouverte à tous, unissant les agriculteurs et les gens de mer du pays de Morlaix, Léon et Trégor.

De nombreux bateaux des côtes françaises, répliques ou restaurations des principaux bateaux traditionnels français, de pêche ou de travail, des grands voiliers locaux et de nombreux bateaux de plaisance, et des bateaux étrangers invités paradent en baie.
Sur terre, des villages permanents à Morlaix et Roscoff proposent des stands agricoles, des animations sportives, expositions, conférences, ateliers gastronomiques, espace enfants, ainsi que de nombreuses animations musicales pour des fins de journées animées et conviviales.

## 1° édition
La première édition a eu lieu du 28 au 31 juillet 2011.

Elle a réuni près de 300 bateaux entre différents lieux de la baie de Morlaix (entre Morlaix et Roscoff), dont le lougre la Belle Angèle et le trois-mâts carré l'Étoile du Roy...

## 2° édition
La deuxième édition a eu lieu du 27 au 30 juin 2013.

Elle a réuni près de 300 bateaux, dont le brick-goélette La Malouine...

## 3° édition
La troisième édition a eu lieu du 2 au 5 juillet 2015.

Elle a réuni près de 400 navires  dont :
- le vapeur hollandais Hydrograaf (1910),
- le cotre Biche dernier thonier (1934),
- la goélette à hunier Étoile de France 1938),
- le dundee thonier la Nébuleuse (1949),
- la yawl de la marine nationale La Grande Hermine (1932),
- l'aviso-goélette La Recouvrance navire-ambassadeur de Brest (1991),
- le cotre à tapecul Sant C'hireg de Perros-Guirec 1986),
- la gabare N D de Rumengol (1945),
- le ketch coquillier Sav-Heol (1958),
- le lougre Corentin de Concarneau (1991),
- les 5 Pen Duick  d'Eric Tabarly,...

## Photos des bateaux présents aux trois éditions de 2011 à 2015

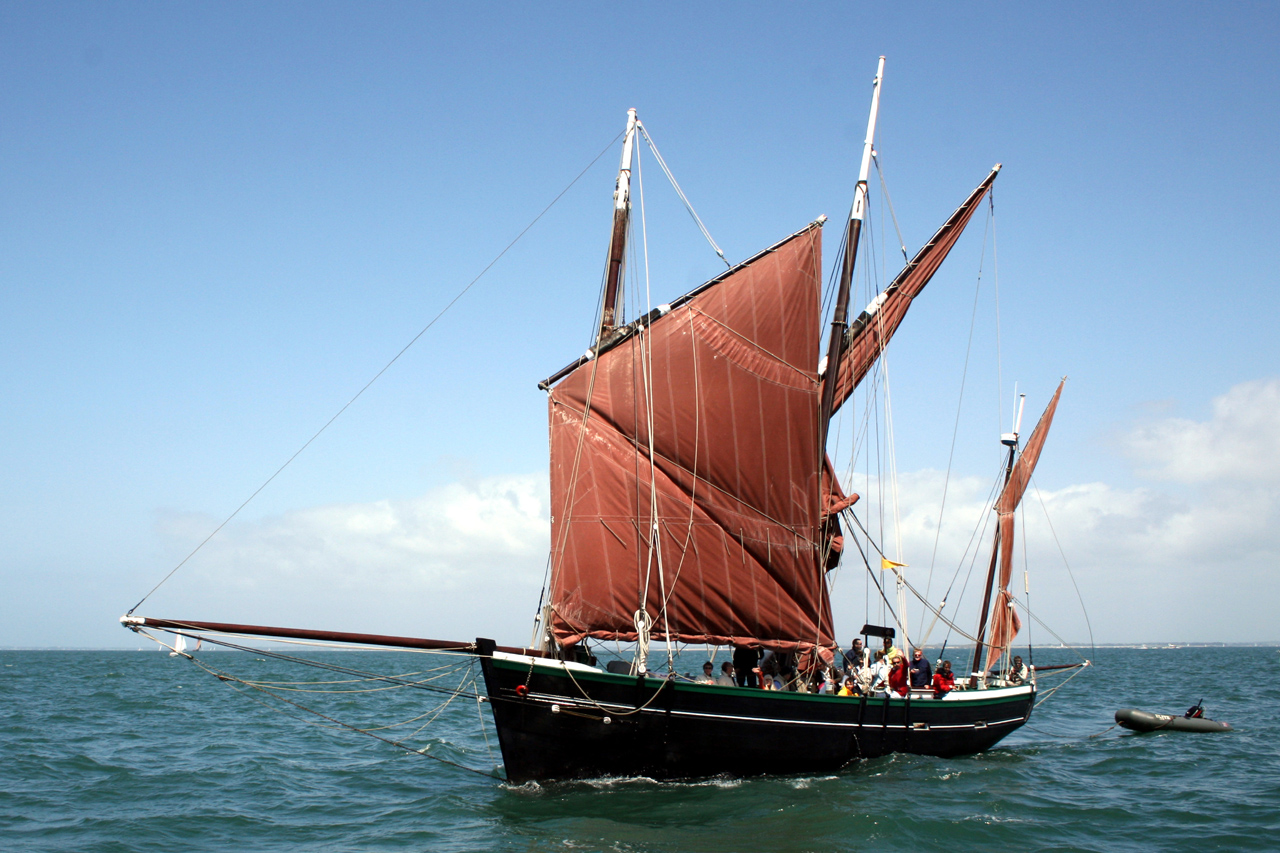
La belle Angéle
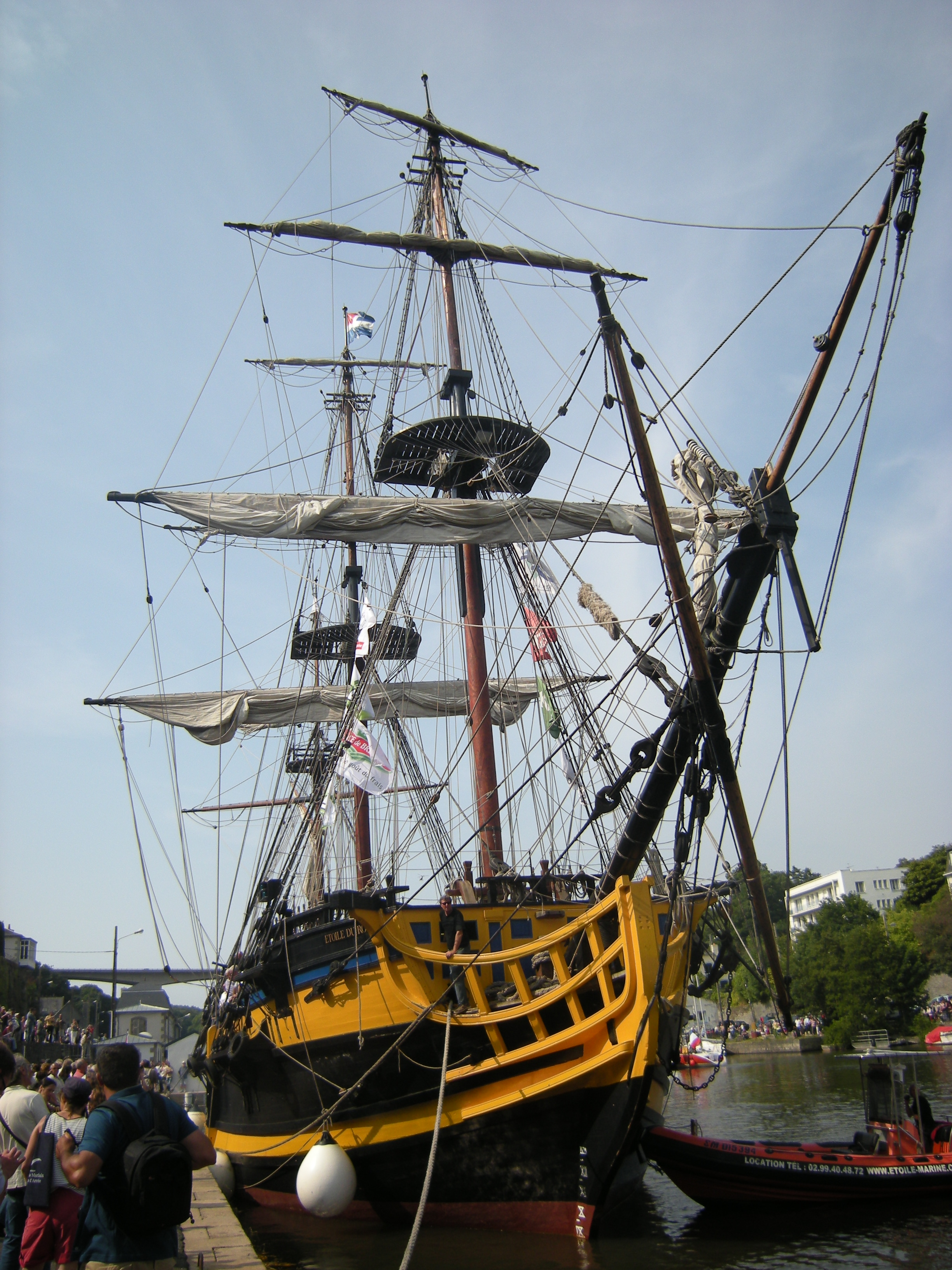
Étoile du Roy à Morlaix (2013)
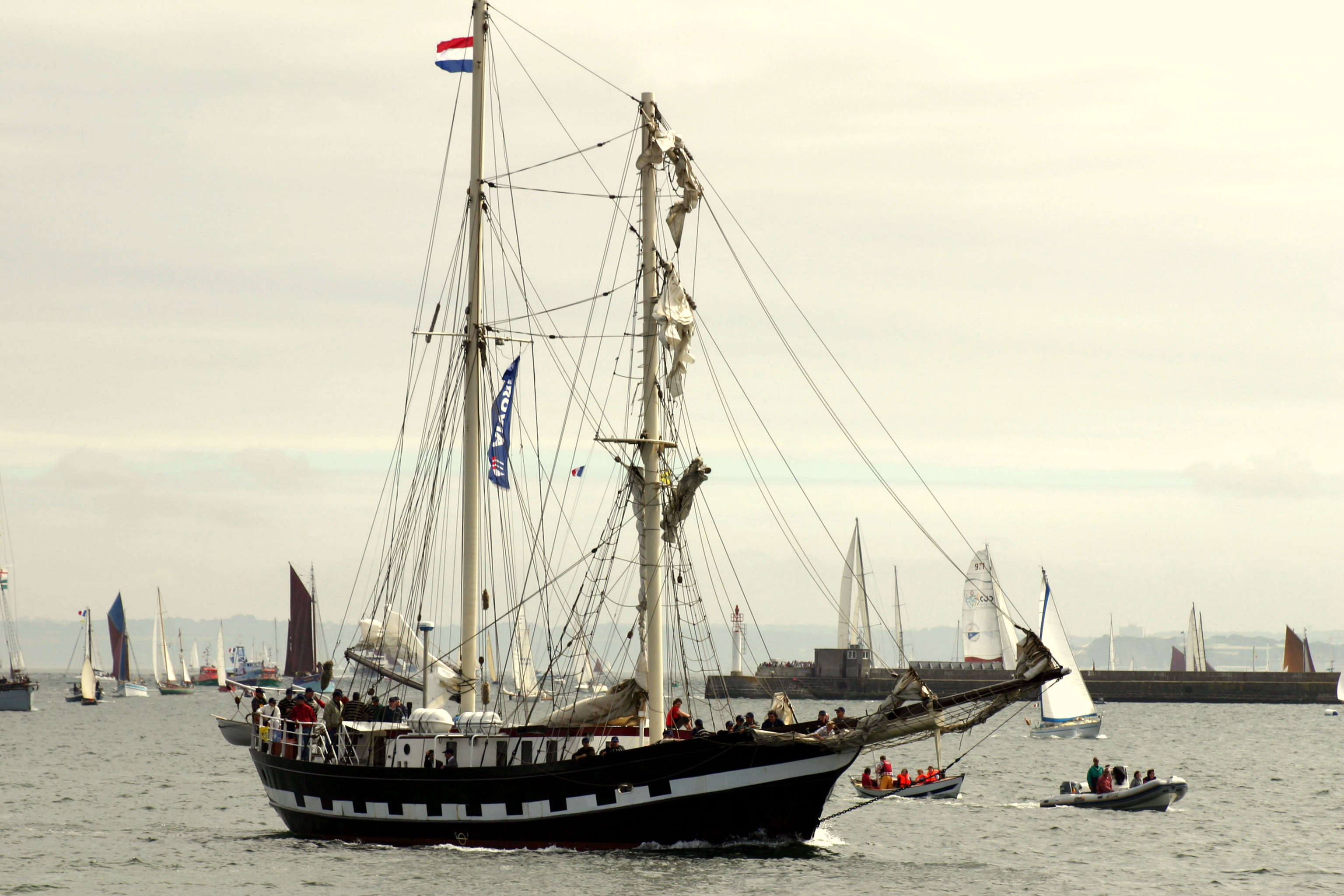
La Malouine à Brest 2008
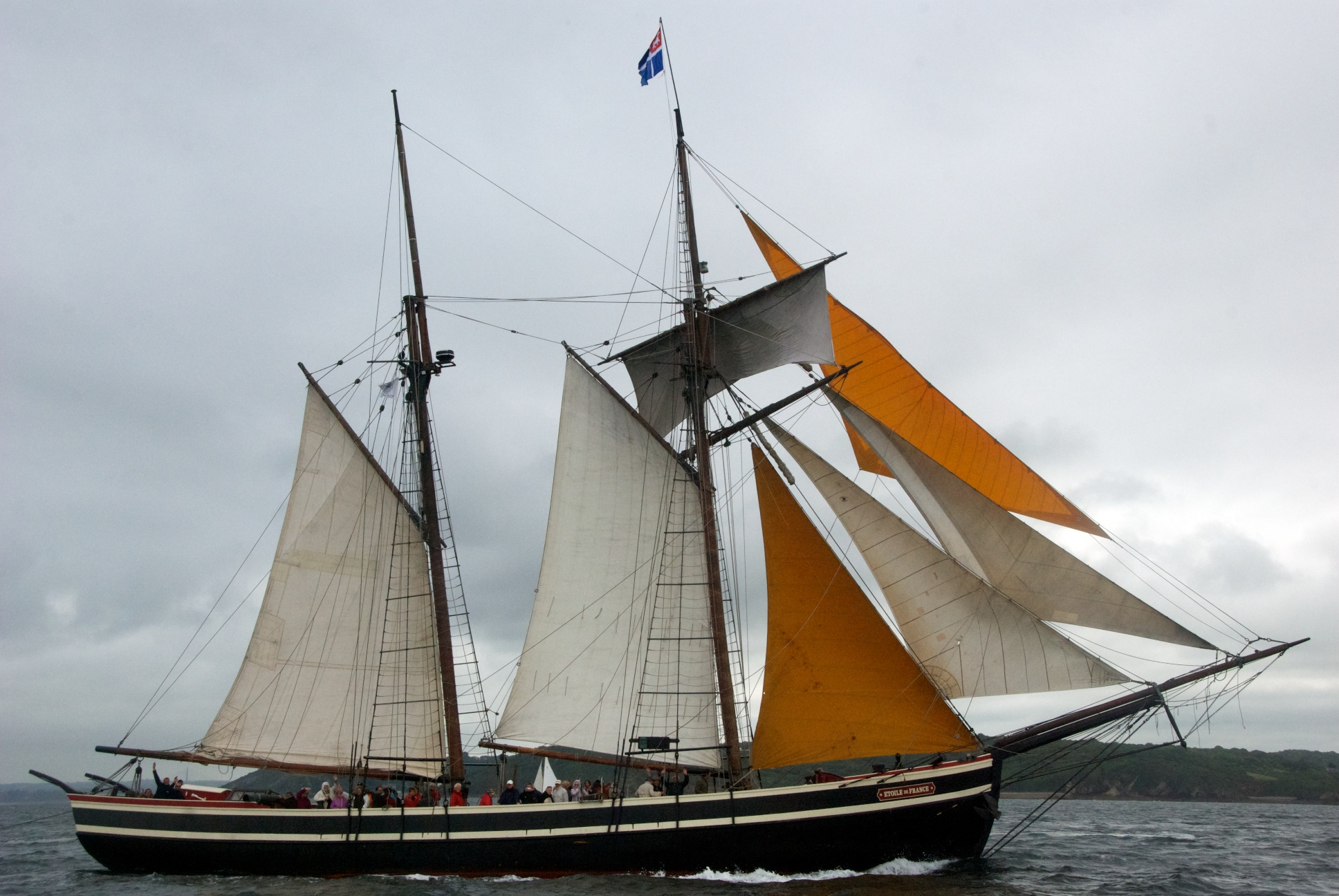
Étoile de France à Tonnerres des Brest 2012
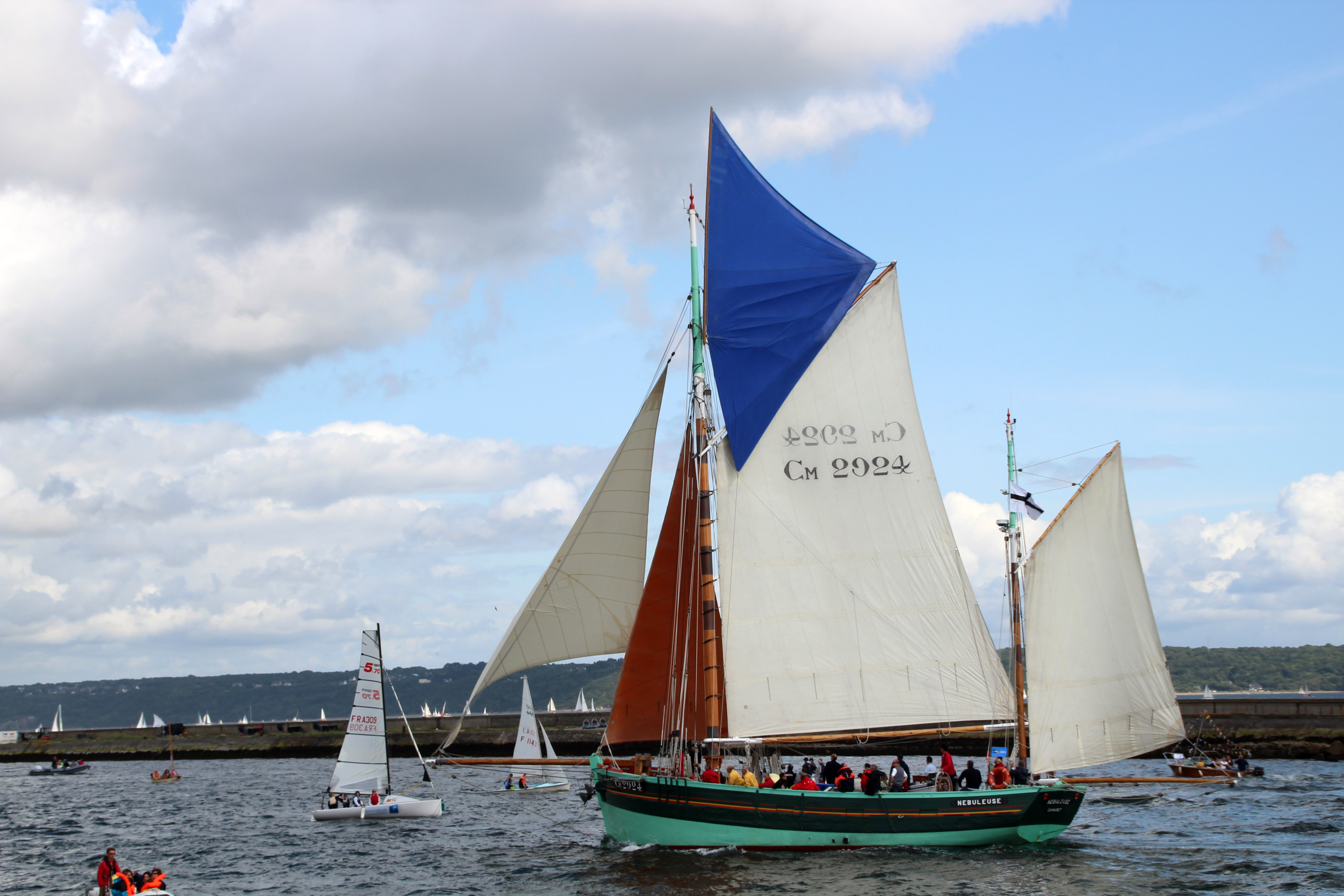
La Nébuleuse à Tonnerres de Brest 2012
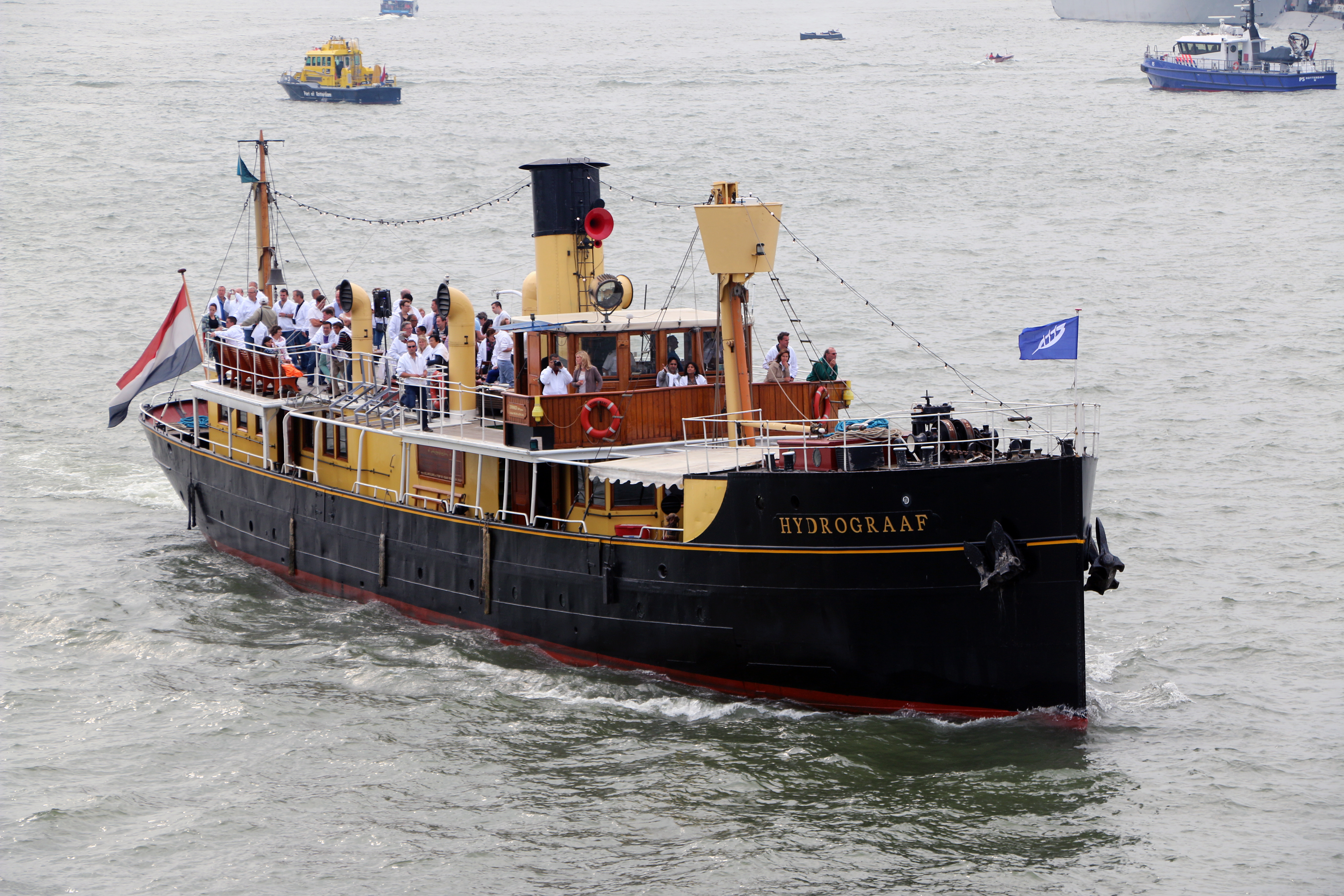
L'Hydrograaf à Rotterdam (2009)
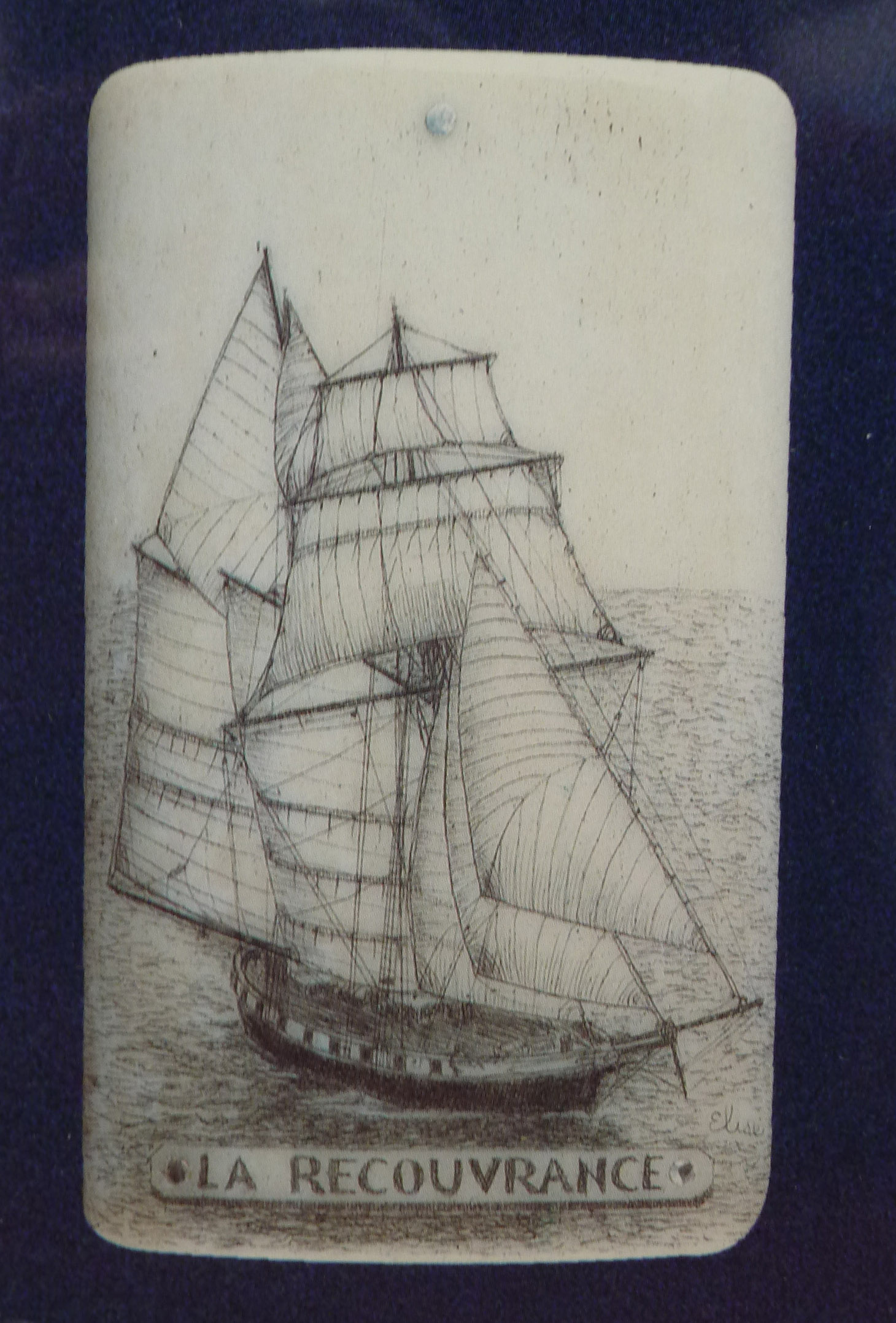
La Recouvrance